# Guillaume Ier de Bourgogne
Pour les articles homonymes, voir Guillaume Ier.
Guillaume Ier de Bourgogne dit Guillaume le Grand ou Tête Hardie, né en 1020 et mort le 12 novembre 1087 à Besançon est un seigneur du XIe siècle, comte de Bourgogne de 1057 à sa mort ainsi que comte de Mâcon à partir de 1078. Membre de la dynastie des Anscarides, il possède des ascendances féminines unrochide et carolingienne et il est le père du pape Calixte II.

## Biographie

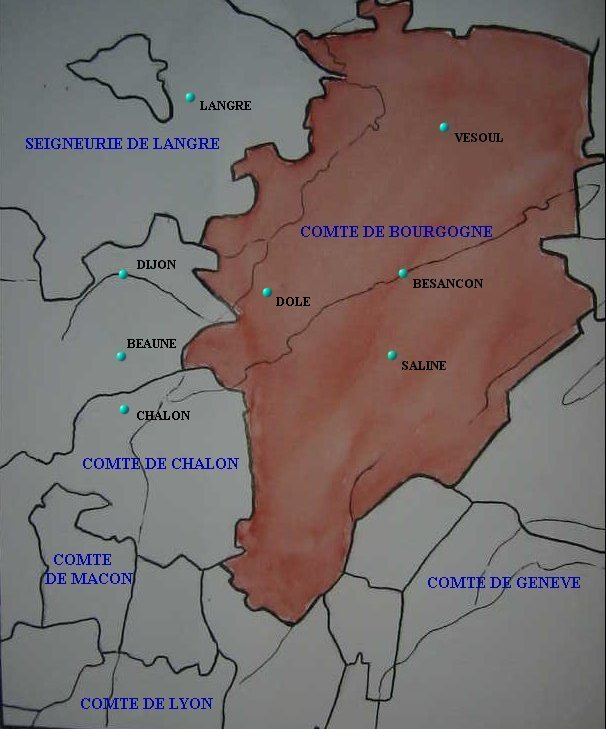
Comté de Bourgogne.

Né en 1020, Guillaume est le fils du comte Renaud Ier de Bourgogne et d'Adélaïde de Normandie (fille du duc Richard II de Normandie).
Il succède à son père à la mort de celui-ci le 3 septembre 1057. Guillaume Ier de Bourgogne et ses fils aînés Renaud II de Bourgogne puis Étienne Ier de Bourgogne, sont des comtes de Bourgogne très puissants, régnant sur des terres dépassant largement les limites du puissant et vaste comté de Bourgogne. Ils sont vassaux contre leur gré de l'empire germanique à la suite du testament du  roi Rodolphe III de Bourgogne mort en 1032 et à la guerre de succession de Bourgogne (1032-1034).
En 1039, l'archevêque de Besançon, Hugues Ier de Salins, devient l'homme de confiance favori du nouvel empereur germanique, Henri III du Saint-Empire (neveu du précédent). L'empereur accorde alors une certaine autonomie franche et le droit de s'auto-administrer par son propre gouvernement au comté de Bourgogne. Hugues Ier est nommé chancelier et sera récompensé très largement pour sa totale et très dévouée collaboration et pour ses services de vassal à son suzerain. Henri III vient à Besançon en 1043 pour se fiancer avec Agnès de Poitiers, nièce du comte Renaud Ier de Bourgogne, et fille du duc Guillaume V d'Aquitaine. Pour cette occasion, l'archevêque Hugues obtient des droits régaliens sur la ville de Besançon (droits juridiques, politiques, fiscaux et économiques...) Il est nommé prince de l’empire germanique (rang maximum avant empereur) et règne en souverain sur la cité de même que ses successeurs avec l'empereur et le pape Grégoire VII pour seuls supérieurs. Il échappe au pouvoir des comtes de Bourgogne.
En 1076, l'empereur germanique Henri IV du Saint-Empire s'oppose au pape Grégoire VII qui veut résister à la volonté impériale de dominer l'Église et le Saint-Siège. Il est excommunié par le Saint-Siège ce qui le discrédite profondément dans l'Europe chrétienne où le pape détient un grand pouvoir spirituel. C'est le début de la lutte de pouvoir entre l'empereur germanique et le Saint-Siège (querelle des Investitures).
En 1078, le comte Guy II de Mâcon se fait moine à l'Abbaye de Cluny et cède son titre et ses terres à son cousin Guillaume Ier de Bourgogne. Guillaume Ier s’affirme comme le personnage le plus important du comté de Bourgogne. Il met la main sur le pouvoir ecclésiastique en 1085 après le décès des puissants archevêques de Besançon, Hugues Ier de Salins et Hugues II en y faisant ordonner ses fils Hugues III de Bourgogne archevêque et Guy de Bourgogne (futur Pape sous le nom de Calixte II) administrateur du diocèse de son frère.
Le 12 novembre 1087, il meurt à Besançon à l'âge de 67 ans et est inhumé à la cathédrale Saint-Étienne, remplacée au XVIIIe siècle par la Cathédrale Saint-Jean, où furent transférées les sépultures des comtes de Bourgogne.
Ses fils Renaud II de Bourgogne et Étienne Ier de Bourgogne lui succèdent et meurent en croisade en Terre sainte, suivis en cela par leur frère Raymond de Bourgogne, roi de León et de Galice, ce qui affaiblira grandement le pouvoir de leur famille.

## Mariages et enfants
Il se marie avec Étiennette de Bourgogne.
Il a eu les enfants suivants :
- Octavien († 1128), moine à Pavie, en Lombardie et évêque de Savone, saint catholique ;
- Eudes. Son père fait une donation à la cathédrale de Besançon en 1087 pour le repos de son âme ;
- Renaud II († 1097 en croisade), comte de Bourgogne ;
- Guillaume[2] ;
- Ermentrude mariée en 1065 à Thierry Ier, comte de Montbéliard, d'Altkirch et de Ferrette ;
- Gui ou Guy, administrateur de l'Archevêché de Besançon puis élu 160e pape en 1119 sous le nom de Calixte II ;
- Étienne Ier († 1102 à Ascalon) comte de Bourgogne ;
- Sybille de Bourgogne (aussi appelée Mahaut), épouse en 1080 Eudes Ier, duc de Bourgogne ;
- Raymond de Bourgogne († 1107 en Espagne) marié en 1090 à  Urraque Ire, reine de Castille et de Léon ;
- Hugues († 1103), archevêque de Besançon ;
- Gisèle, mariée en 1090 à Humbert II, comte de Savoie, puis vers 1105 à Rénier de Montferrat ;
- Clémence (° 1078 - † 1129), mariée en 1092 à  Robert II, comte de Flandre, puis vers 1125 à  Godefroid Ier, duc de Brabant ;
- Étiennette, épouse Lambert François, de Valence, seigneur de Royans ;
- (peut être) Berthe († 1097), épouse en 1093 Alphonse VI (° 1040 - † 1109), roi de Castille et de Léon.